# Phasia kudoi
Phasia kudoi là một loài ruồi trong họ Tachinidae.